# Transporte por carretera

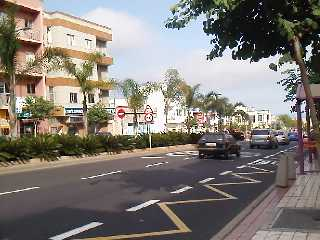
Carretera La Cuesta

El transporte por carretera es aquel desplazamiento realizado en una carretera abierta al público con un vehículo (bicicletas o ciclomotores, a motor o eléctrico, un remolque o semirremolque, o bien vehículos agrícolas como los tractores).

El trayecto o desplazamiento por carretera tiene como fin, normalmente, el transporte de pasajeros o mercancías, Por carretera también existen desplazamientos de vehículos especiales destinados a la seguridad o rescate de emergencia del ciudadano (ambulancias, coches de policía, camiones de bomberos y grúas).

Según datos aportados por la Unión Europea, el transporte por carretera es el principal medio de desplazamiento en la actualidad, habiendo un vehículo por cada dos habitantes en Europa.